# Associazione Calcio Fanfulla 1874 1980-1981
Questa voce raccoglie le informazioni riguardanti l'Associazione Calcio Fanfulla 1874 nelle competizioni ufficiali della stagione 1980-1981.

## Stagione
Nella stagione 1980-1981 il Fanfulla ha partecipato al girone A del campionato di Serie C2, piazzandosi in decima posizione in classifica con 32 punti.

## Rosa
| N. |                   | Ruolo | Calciatore        |
| -- | ----------------- | ----- | ----------------- |
|    | Italia (bandiera) | A     | Alberto Amadei    |
|    | Italia (bandiera) | A     | Virginio Araldi   |
|    | Italia (bandiera) | A     | Giorgio Berlucchi |
|    | Italia (bandiera) | A     | Fausto Brigati    |
|    | Italia (bandiera) | D     | Mauro Cappelletti |
|    | Italia (bandiera) | C     | Giovanni Cerri    |
|    | Italia (bandiera) | C     | Antonio Cipelli   |
|    | Italia (bandiera) | D     | Claudio Colombi   |
|    | Italia (bandiera) | C     | Ezio Corbetta     |
|    | Italia (bandiera) | C     | Aristide Curti    |
|    | Italia (bandiera) | D     | Stefano D'Adda    |

| N. |                   | Ruolo | Calciatore            |
| -- | ----------------- | ----- | --------------------- |
|    | Italia (bandiera) | P     | Claudio Fadoni        |
|    | Italia (bandiera) | C     | Stefano Fiorentini    |
|    | Italia (bandiera) | C     | Giuseppe Freschi      |
|    | Italia (bandiera) | C     | Marco Gussoni         |
|    | Italia (bandiera) | D     | Agostino Laureri      |
|    | Italia (bandiera) | D     | Paolo Menegazzi       |
|    | Italia (bandiera) | D     | Mario Ongaro          |
|    | Italia (bandiera) | A     | Giuliano Perico       |
|    | Italia (bandiera) | C     | Giorgio Trevisan      |
|    | Italia (bandiera) | P     | Luigi Massimo Venturi |
|    | Italia (bandiera) | C     | Stefano Zarattoni     |

## Risultati

### Campionato

#### Girone di andata
| 28 settembre 1980 1ª giornata | Derthona | 1 – 0 | Fanfulla |  |

| 19 ottobre 1980 2ª giornata | Fanfulla | 3 – 1 | Biellese |  |

| 9 novembre 1980 3ª giornata | Legnano | 0 – 1 | Fanfulla |  |

| 30 novembre 1980 4ª giornata | Omegna | 2 – 0 | Fanfulla |  |

| 21 dicembre 1980 5ª giornata | Fanfulla | 1 – 1 | Rhodense |  |

| 12 gennaio 1981 6ª giornata | Arona | 1 – 0 | Fanfulla |  |

| 5 ottobre 1980 7ª giornata | Fanfulla | 1 – 0 | Carrarese |  |

| 26 ottobre 1980 8ª giornata | Casatese | 1 – 1 | Fanfulla |  |

| 16 novembre 1980 9ª giornata | Pro Patria | 1 – 1 | Fanfulla |  |

| 7 dicembre 1980 10ª giornata | Fanfulla | 0 – 0 | Pergocrema |  |

| 28 dicembre 1980 11ª giornata | Savona | 2 – 1 | Fanfulla |  |

| 19 gennaio 1981 12ª giornata | Fanfulla | 0 – 2 | Lucchese |  |

| 12 ottobre 1980 13ª giornata | Pavia | 3 – 1 | Fanfulla |  |

| 2 novembre 1980 14ª giornata | Fanfulla | 0 – 0 | Alessandria |  |

| 23 novembre 1980 15ª giornata | Fanfulla | 3 – 0 | Lecco |  |

| 14 dicembre 1980 16ª giornata | Seregno | 0 – 0 | Fanfulla |  |

| 5 gennaio 1981 17ª giornata | Fanfulla | 2 – 1 | Asti TSC |  |

#### Girone di ritorno
| 1º febbraio 1981 18ª giornata | Fanfulla | 1 – 1 | Derthona |  |

| 22 febbraio 1981 19ª giornata | Biellese | 2 – 0 | Fanfulla |  |

| 15 marzo 1981 20ª giornata | Fanfulla | 0 – 0 | Legnano |  |

| 12 aprile 1981 21ª giornata | Fanfulla | 1 – 1 | Omegna |  |

| 10 maggio 1981 22ª giornata | Rhodense | 3 – 0 | Fanfulla |  |

| 31 maggio 1981 23ª giornata | Fanfulla | 1 – 0 | Arona |  |

| 8 febbraio 1981 24ª giornata | Carrarese | 2 – 0 | Fanfulla |  |

| 1º marzo 1981 25ª giornata | Fanfulla | 2 – 1 | Casatese |  |

| 29 marzo 1981 26ª giornata | Fanfulla | 1 – 1 | Pro Patria |  |

| 26 aprile 1981 27ª giornata | Pergocrema | 1 – 1 | Fanfulla |  |

| 17 maggio 1981 28ª giornata | Fanfulla | 1 – 0 | Savona |  |

| 7 giugno 1981 29ª giornata | Lucchese | 2 – 1 | Fanfulla |  |

| 15 febbraio 1981 30ª giornata | Fanfulla | 0 – 0 | Pavia |  |

| 8 marzo 1981 31ª giornata | Alessandria | 1 – 0 | Fanfulla |  |

| 5 aprile 1981 32ª giornata | Lecco | 1 – 0 | Fanfulla |  |

| 3 maggio 1981 33ª giornata | Fanfulla | 2 – 0 | Seregno |  |

| 24 maggio 1981 34ª giornata | Asti TSC | 0 – 2 | Fanfulla |  |